# Schwarzau am Steinfeld
Schwarzau am Steinfeld est une commune autrichienne du district de Neunkirchen en Basse-Autriche.

## Personnalités liées à la commune
- Robert Ier de Parme, duc de Parme, en exil après 1859, a résidé avec sa famille au château de Schwarzau am Steinfeld. Plusieurs de ses enfants y sont nés, dont les princes Félix de Bourbon-Parme, René de Bourbon-Parme, et Louis de Bourbon-Parme mais tous y ont résidé notamment Marie-Louise de Bourbon-Parme, future reine des Bulgares et Zita de Bourbon-Parme, future impératrice d'Autriche et reine de Hongrie.